# Александър Китанов
Александър Китанов Николов, наричан Санде, Сандо Хайдушки или Кожухаров, е български революционер, деец на Вътрешната македоно-одринска революционна организация.

## Биография
Александър Китанов е роден в горноджумайското село Лешко, тогава в Османската империя. Брат е на друг активен деец на ВМОРО Петър Китанов. Учи в класното училище в Горна Джумая. Завършва Скопското българско педагогическо училище и работи известно време като учител в Лешко, а от 1900 година в класното училище в Горна Джумая.
Влиза във ВМОРО още като ученик. В Горна Джумая става член на градския комитет. Участва в аферата „Мис Стоун“ в 1901 година. Става нелегален в четата на Христо Чернопеев. По късно е четник при Гоце Делчев и Кръстьо Асенов. След Илинденско-Преображенското въстание Александър Китанов е околийски войвода в Малешевията и Кукушко. Делегат е на Струмишкия окръжен конгрес, проведен в Огражден през август на 1905 година.
Придружава с четата си Даме Груев при обиколките му в Македония. Заедно загиват в битка с турски аскер на 23 декември 1906 година край село Русиново, близо до връх Петлец в Малешевската планина.
Името „Сандо Китанов“ носи улица в Петрич.
- В четническа униформа
- Санде Китанов и Даме Груев
- Паметникът „Паднали за свободата на Македония“ в Кюстендил с името на Китанов (12-и в третата колона).